# Angraecopsis elliptica
Angraecopsis elliptica är en orkidéart som beskrevs av Victor Samuel Summerhayes. Angraecopsis elliptica ingår i släktet Angraecopsis och familjen orkidéer. Inga underarter finns listade i Catalogue of Life.